# Lipoglav
Lipoglav je naselje v Občini Slovenske Konjice.

## Opis
Dokaj razloženo naselje se nahaja v južnem delu Dravinjskih goric, med Žičko goro (Slom 556 m.n.m.) in Zbelovsko goro (Nunska gora 548 m.n.m.). Sega do prevala pri železniškem postajališču Dolga Gora na progi Zidani Most-Maribor na jugu, na severu pa do prevala Golobinjek. Hiše so raztresene po pobočju do vrha slemena, na prisojnih legah je precej vinogradov.
Dostop je po cesti Loče - Poljčane z odcepom pri krožišču v Ločah in po cesti Loče - Ponikva.